# Lampides zelea
Lampides zelea är en fjärilsart som beskrevs av Hans Fruhstorfer 1916. Lampides zelea ingår i släktet Lampides och familjen juvelvingar. Inga underarter finns listade i Catalogue of Life.